# Švédská koloniální říše
Švédsko se stalo po třicetileté válce evropskou mocností a stejně jako další země mělo teritoriální ambice v zámoří. Prvním krokem bylo budování obchodních stanic, které se přeměňovaly na pevnosti, Švédové však v dlouhodobém měřítku podlehli konkurenci ostatních evropských národů. 

## Seznam kolonií
Švédsko vlastnilo následující zámořské kolonie (švédsky Svenska utomeuropeiska kolonier):
- Nové Švédsko (Nya Sverige, 1638–1655) byla kolonie na území dnešních Spojených států amerických, s hlavním městem Fort Christina (dnešní Wilmington ve státě Delaware), které bylo založeno v roce 1638 a pojmenováno po královně Kristýně I. Část osadníků tvořili Finové – Finsko spadalo až do roku 1809 pod švédskou nadvládu. V roce 1655 bylo Nové Švédsko dobyto Nizozemci a začleněno do kolonie Nové Nizozemí.

- Švédské zlaté pobřeží (1650–1663) byla kolonie sestávající z několika opevněných osad v dnešní Ghaně na pobřeží Guinejského zálivu:
  - Fort Carolusborg (1650–1658), dobyt Dánskem, poté Nizozemskem, v letech 1660–1663 znovu pod švédskou nadvládou a pak opět dobyt Dánskem
  - Fort Apollonia (1655–1657)
  - Fort Christiansborg (1652–1658)
  - Fort Batenstein (1650–1656)
  - Fort Witsen (1653–1658)

- Guadeloupe (1813–1814) – po napoleonských válkách postoupila Británie tuto francouzskou kolonii švédskému králi Karlu XIII. V roce 1814 však Švédsko ostrov vrátilo zpět Francii za cenu 24 milionů franků.

- Svatý Bartoloměj (1785–1878) – tento karibský ostrov získalo Švédsko od Francie roku 1748 výměnou za obchodní práva v přístavu Göteborg. V roce 1878 ho Švédsko prodalo zpět Francii.

- Parankipéttaj (1733) – přístav v Indii

## Galerie

Nové Švédsko a Nové Nizozemí